# آل أحمد مصمع

تعديل مصدري - تعديل

آل أحمد مصمع هي إحدى قرى عزلة جيشان بمديرية جيشان التابعة لمحافظة أبين، بلغ تعداد سكانها 133 نسمة حسب تعداد اليمن لعام 2004.